# Belonogaster kohli
Belonogaster kohli är en getingart som beskrevs av Schulz 1906. Belonogaster kohli ingår i släktet Belonogaster och familjen getingar. Inga underarter finns listade.